# Petalochilus tonellii
Caladenia tonellii (trước đây là Petalochilus tonellii) là một loài phong lan đặc hữu của Tasmania. Nó có một lá đơn, dài, mọc thẳng, có lông và có đến ba hoa màu hồng tươi với mặt sau màu nâu. Đây là một loài lan quý hiếm với số lượng ít.

## Mô tả
Caladenia tonellii là một loại thảo mộc sống trên cạn, sống lâu năm, rụng lá, có củ dưới đất và mọc thành cây đơn lẻ hoặc thành từng nhóm nhỏ, đôi khi nhóm lớn. Nó có một lá đơn mọc thẳng, thưa lông, màu xanh đậm, dài 120–250 mm, rộng 2,5-3,5 mm và với phần gốc màu tím đỏ. Lá thường kéo dài qua nhóm hoa. Có tới ba hoa màu hồng tươi với mặt sau màu lục và dài 25–38 mm được sinh ra trên một cuống cao 200–350 mm. Lá đài mặt lưng dài 12–17 mm, rộng khoảng 4 mm. Các lá đài bên dài 15–20 mm, rộng 3,5–6 mm, nằm ngang và hơi xòe ra khỏi nhau. Các cánh hoa dài 10–16 mm, rộng 3-4,5 mm, xòe rộng hoặc hơi ngả về phía sau, âm hộ dài và rộng 7–10 mm, màu trắng đến hồng với các vạch màu đỏ và đầu màu vàng hoặc cam. Các mặt bên của môi âm hộ có các thùy dựng đứng và một phần bao quanh cột và phần trước của môi âm hộ có từ 12 đến 14 răng mỗi bên. Đỉnh của cánh hoa trung tâm cong xuống và có khoảng hai hàng chai không đều dài đến 1 mm, với các đầu màu cam hoặc vàng, dọc theo đường giữa của cánh hoa trung tâm giữa các thùy bên. Hoa nở từ tháng 10 đến tháng 12.

## Phân loại và đặt tên
Caladenia tonellii được David Jones mô tả lần đầu tiên vào năm 1998 từ một mẫu vật được thu thập gần Latrobe và mô tả được xuất bản trên tạp chí Australian Orchid Research. Tên khoa học cụ thể (tonellii) tôn vinh Peter Tonelli, cựu Quản lý Công viên và Khu bảo tồn cho Hội đồng Latrobe và là người phát hiện ra loài này.

## Phân bố và sinh cảnh
Caladenia tonellii được giới hạn trong một số quần thể ở phía bắc của Tasmania, nơi nó phát triển dưới các cây bụi rậm rạp trong rừng thưa.

## Bảo tồn
Caladenia tonellii được phân loại là "cực kỳ nguy cấp" theo Đạo luật Bảo vệ Môi trường và Đa dạng Sinh học của Chính phủ Thịnh vượng chung 1999 (EPBC) và "có nguy cơ tuyệt chủng" theo Đạo luật Bảo vệ Các loài Bị đe dọa Tasmania 1995. Khi loài này được đưa vào danh sách EPBC, tổng số quần thể của nó ước tính có từ 35 đến 45 cá thể. Kể từ đó, các quần thể mới đã được phát hiện và ước tính vào năm 2008 cho rằng có ít hơn 250 cây trưởng thành. Quần thể có lẽ đông hơn nhiều trước đây nhưng việc khai phá đất, đặc biệt là để làm rừng, đã làm giảm đáng kể môi trường sống thích hợp. Các mối đe dọa hiện tại đối với loài bao gồm chế độ lửa không phù hợp, sự xâm chiếm của cỏ dại và biến đổi khí hậu.